# Звезда (Саратовская область)
Звезда́ — посёлок в Марксовском районе Саратовской области, входит в состав Подлесновского муниципального образования.

## География
Посёлок находится на расстоянии примерно 7 км (по прямой) к востоку от города Маркс, административного центра района.

### Часовой пояс
Посёлок Звезда, как и вся Саратовская область, находится в часовой зоне МСК+1. Смещение применяемого времени относительно UTC составляет +4:00.

## Население
| 2010 |
| ---- |
| 3    |

### Национальный состав
Согласно результатам переписи 2002 года, в национальной структуре населения русские составляли 100 % из 4 чел.